# 하시모토 유키
하시모토 유키(일본어: 橋本 裕貴, 1994년 10월 20일~)는 일본의 축구 선수이다.

## 구단 경력
그는 2017년 J3리그의 후쿠시마 유나이티드 FC에 입단했다. 2018년 8월 일본 풋볼 리그의 라인미어 아오모리로 이적했다.